# Li-La
『Li-La』 （リラ）は、高橋洋子の6枚目のオリジナル・アルバム。1997年11月6日にキティエンタープライズから発売された。2013年10月2日に『Li-La+3』（リラプラススリー）というタイトルでユニバーサルミュージックから再発売された。

## 概要

### アルバム解説
- 新曲6曲、アレンジ曲3曲、カバー曲1曲という構成になっている。
- キャッチコピーは「高橋洋子が捧げる新世紀エヴァンゲリオンへの讃歌」。
- 『〜refrain〜 The songs were inspired by "EVANGELION"』と同時発売で、こちらが6枚目のオリジナルアルバムと位置付けられている[2]。
- 初回版では、透明ケースとデジパックを特殊仕様しており、YOKO TAKAHASHI "Li-La" コレクターズカードも封入されている。
- 2013年10月2日に『Li-La+3』というタイトルで再発売された[3]。「+3」はボーナストラックが3曲収録されている事を意味し、「残酷な天使のテーゼ」と「魂のルフラン」の別バージョンが収録されている[3]。

### 楽曲解説
- 1曲目「残酷な天使のテーゼ（HARMONIA Version）」は、シングルとは異なるアレンジで収録されている。「残酷な天使のテーゼ」はキングレコードが権利を持っており、他のレーベルから発売する際にはアレンジを変える必要があるという理由でアレンジバージョンが収録された[4]。
- 3曲目「我が心のマリア 〜MARIA〜」は、浜田省吾の楽曲をカバーしたものである。
- 4曲目「魂のルフラン（ERATO Version）」は、「残酷な天使のテーゼ（HARMONIA Version）」と同様の理由でシングルとは異なるアレンジが収録されている。
- 8曲目「NOEL」は、クリスマスソングである。

## 収録曲

### 『Li-La』収録曲
| 全編曲: 福岡ユタカ。 |                                            |             |             |       |
| #                    | タイトル                                   | 作詞        | 作曲        | 時間  |
| 1.                   | 「残酷な天使のテーゼ（HARMONIA Version）」 | 及川眠子    | 佐藤英敏    | 5:13  |
| 2.                   | 「LOVE IS A ROSE」                         | 田久保真見  | 高橋洋子    | 5:55  |
| 3.                   | 「我が心のマリア 〜MARIA〜」               | 浜田省吾    | 浜田省吾    | 3:44  |
| 4.                   | 「魂のルフラン（ERATO Version）」          | 及川眠子    | 大森俊之    | 5:50  |
| 5.                   | 「命の種のように」                         | 高橋洋子    | 高橋洋子    | 5:38  |
| 6.                   | 「雨の恋」                                 | 田久保真見  | 高橋洋子    | 1:24  |
| 7.                   | 「Sing Bird」                              | 高橋洋子    | 高橋洋子    | 3:49  |
| 8.                   | 「NOEL」                                   | 高橋洋子    | 福岡ユタカ  | 6:03  |
| 9.                   | 「FLY ME TO THE MOON」                     | Bart Howard | Bart Howard | 4:28  |
| 10.                  | 「Li-La」                                  | 高橋洋子    | 福岡ユタカ  | 4:36  |
| 合計時間:            | 合計時間:                                  | 合計時間:   | 合計時間:   | 46:40 |

### 『Li-La+3』収録曲
| 全編曲: 福岡ユタカ（特記以外）。 |                                                     |             |             |       |
| #                                | タイトル                                            | 作詞        | 作曲        | 時間  |
| 1.                               | 「残酷な天使のテーゼ（HARMONIA Version）」          | 及川眠子    | 佐藤英敏    | 5:13  |
| 2.                               | 「LOVE IS A ROSE」                                  | 田久保真見  | 高橋洋子    | 5:55  |
| 3.                               | 「我が心のマリア 〜MARIA〜」                        | 浜田省吾    | 浜田省吾    | 3:44  |
| 4.                               | 「魂のルフラン（ERATO Version）」                   | 及川眠子    | 大森俊之    | 5:49  |
| 5.                               | 「命の種のように」                                  | 高橋洋子    | 高橋洋子    | 5:38  |
| 6.                               | 「雨の恋」                                          | 田久保真見  | 高橋洋子    | 1:24  |
| 7.                               | 「Sing Bird」                                       | 高橋洋子    | 高橋洋子    | 3:49  |
| 8.                               | 「NOEL」                                            | 高橋洋子    | 福岡ユタカ  | 6:03  |
| 9.                               | 「FLY ME TO THE MOON」                              | Bart Howard | Bart Howard | 4:27  |
| 10.                              | 「Li-La」                                           | 高橋洋子    | 福岡ユタカ  | 4:39  |
| 11.                              | 「残酷な天使のテーゼ（Version '96）」(編曲：小滝満) | 及川眠子    | 佐藤英敏    | 5:06  |
| 12.                              | 「残酷な天使のテーゼ <REMIX FOR PEACE>」            | 及川眠子    | 佐藤英敏    | 4:38  |
| 13.                              | 「魂のルフラン <REMIX FOR PEACE>」                  | 及川眠子    | 佐藤英敏    | 6:03  |
| 合計時間:                        | 合計時間:                                           | 合計時間:   | 合計時間:   | 62:28 |

## タイアップ
| 楽曲           | タイアップ                                           |
| -------------- | ---------------------------------------------------- |
| LOVE IS A ROSE | ニュース番組『ブロードキャスター』エンディングテーマ |

## 参加ミュージシャン
| コンピュータプログラミング | 福岡ユタカ                           |
| シンセサイザー             | 福岡ユタカ                           |
| ギター                     | MECKEN（キリング・タイム）           |
| パーカッション             | WHACHO（キリング・タイム）           |
| ピアノ                     | 坪口昌恭                             |
| アルパ                     | ルシア塩満                           |
| ドラムス                   | 外山明、青山純                       |
| ボイス                     | 高橋洋子、福岡ユタカ、TAKERU、KANADE |
| コーラス                   | 高橋洋子、福岡ユタカ                 |

## スタッフクレジット
| Producer                    | 高橋洋子 |
| Co-producer                 | 福岡ユタカ、徳田裕彦（日音） |
| Music Production Management | Atsuo Takada（Yellow's） |
| Mixing Engineer             | 岡部潔 |
| Recording Engineer          | 岡部潔、中越道夫（Superb）、浜田純伸                                                                                              |
| Assistant Engineer          | 安部俊幸、花田裕之（Wonder Station Studio）、徳永宏（Studio Vincent）、山口里美（On Air Azabu Studio）、三宅敬子（Magnet Studio） |
| Mastering Engineer          | 原田光晴（Disc Lab） |
| Recording Studio            | Wonder Station Studio、Studio Vincent、On Air Azabu Studio、Magnet Studio                                                         |
| Music Coordination          | Ayako Sato |
| Artist Management           | 品田恵子（日音） |
| Management Desk             | Kanae Gobara（日音） |
| Artist Promotion            | 早坂泰浩（キティエンタープライズ）                                                                                                |
| Executive Producers         | 後藤俊文（日音）、軽部重信（キティエンタープライズ）                                                                              |
| Art Direction & Design      | 塚本佳哉樹 |
| Photography                 | Kaoru Shiraishi |
| Styling                     | 花嶋千賀、Aiko Miyajima |
| Hair & Make up              | 野元政直（SEINTS）、Tetsuya Seki、Miyuki Tomuro（Fragile）                                                                        |
| Artwork Coordination        | 岩崎直子（キティエンタープライズ）                                                                                                |